# Jan V zatorski
Jan (Janusz) V (zwany też w literaturze IV) zatorski (ur. około 1455, zmarł 17 września 1513) – w latach 1468–1474 książę zatorski razem z braćmi, od 1474 na połowie Zatora, z bratem Władysławem, 1482 podział w wyniku którego książę na połowie Zatora (strata Wadowic), od 1490, druga część Zatora, od 1493 Wadowice, w 1494 rezygnacja z władzy.
Jan V był trzecim pod względem starszeństwa synem księcia zatorskiego Wacława I i szlachcianki Małgorzaty Kopczowskiej. 
W chwili śmierci ojca Wacława Jan był prawdopodobnie jeszcze małoletni, pomimo tego objął razem ze starszymi braćmi Kazimierzem i Wacławem II rządy w księstwie zatorskim. Wspólne rządy trwały do 1474, kiedy w wyniki podziały malutkiego księstwa Jan otrzymał wraz z młodszym Władysławem połowę Zatora wraz z terytoriami na zachód od rzeki Skawy.
W 1477 wraz z pozostałymi braćmi zawarł układ i wzajemnym dziedziczeniu posiadłości, który niebawem, na krótko zresztą pozwoli Janowi na powrót zjednoczyć księstwo. Pomimo tego Jan jeszcze w 1477 rozpoczął rozmowy z księciem cieszyńskim Kazimierzem II, z którym także zawarł układ o wzajemnym dziedziczeniu na wypadek bezpotomnej śmierci. Porozumienie to skutek braku zatwierdzenia ze strony pana lennego księstwa zatorskiego tj. króla Polski Kazimierza Jagiellończyka pozostało jednak martwą literą. 
W 1482 Jan i Władysław podzielili się miniaturową połową księstwa zatorskiego. Odtąd aż do śmierci Władysława w 1493 od państewka Jana V odpadły Wadowice. 
Bezpotomne śmierci braci najpierw Wacława pomiędzy 1484 a 1487, potem Kazimierza w 1490, wreszcie Władysława w 1493 pozwoliły Janowi na powrót zjednoczyć księstwo zatorskie. Brak jednak legalnego potomstwa skłoniło Jana do sprzedaży w dniu 29 lipca 1494 królowi polskiemu Janowi Olbrachtowi swojego dziedzictwa za 80000 florenów. Odtąd formalnym właścicielem tych ziem stała się Polska, choć Jan zachował tytuł książęcy i własność wielu nieruchomości w okolicy, w której zresztą dalej mieszkał. Jako dodatkowe uposażenie pozwalające Janowi utrzymać rangę książęcą było 200 grzywien rocznych dochodów zabezpieczonych na żupach solnych w Wieliczce.
Pomimo tego, że księstwo od 1494 stanowiło już formalną własność korony polskiej, pozycja Jana była na tyle silna, że zdołał wywalczyć możliwość złożenia ponownego hołdu lennego nowym władcom polskim - Aleksandrowi w 1501 i Zygmuntowi Staremu w 1506.    
Jan był żonaty od około 1477 z Barbarą z córką księcia cieszyńskiego Bolesława II, z wdową po Baltazarze żagańskim. Małżeństwo to pozostało bezdzietne. Jan posiadał jednak syna imiennika ze związku pozamałżeńskiego, który jednak nie miał praw do spadku po ojcu (chodzi zwłaszcza o tytuł książęcy). 
Jan V Zatorski zginął tragicznie w dniu 17 września 1513, zamordowany przez bogatego polskiego szlachcica - Wawrzyńca Myszkowskiego ze Spytkowic. Powód zabójstwa ostatniego księcia zatorskiego był bardzo banalny - woda ze stawu spuszczona niebacznie przez ludzi książęcych, co przyniosło znaczne straty finansowe Myszkowskim. Jan V został pochowany w Zatorze, choć nie wiemy w którym z kościołów parafialnych.
Ostateczne przejęcie księstwa zatorskiego przez Polskę nastąpiło 26 października tegoż roku, kiedy starosta oświęcimski Andrzej Kościelecki odebrał od miejscowej szlachty przysięgę na wierność królowi polskiemu. 